# Оттокар Вайзе
Оттокар Вайзе (нім. Ottokar Weise, 19 століття — 20 століття) — німецький яхтсмен.
Олімпійський чемпіон 1900 року в другому запливі в класі 1—2 тонни, срібний призер 1900 року в відкритому класі.